# Maurice Dreyfuss
Maurice Dreyfuss (Épinal, 1er juin 1906 - Besançon, 4 novembre 1975) est un géologue français. Il est aussi connu comme spéléologue.
Élève d'Eugène Fournier, il réalise plusieurs études hydrogéologiques, en particulier dans le Jura et le Doubs.

## Biographie
Il est docteur en sciences naturelles et en tant que professeur de faculté, il enseigne la géologie à partir de 1931, à Besançon, Montpellier, Lille puis de nouveau à Besançon.

## Activités spéléologiques
Dans le domaine de la spéléologie, il est l'élève d'Eugène Fournier.
Il réalise plusieurs études dans le Jura et le Doubs, sur le bassin fermé de la Saône et son fonctionnement hydrogéologique.

## Œuvres
Au cours de sa carrière, il publie 210 ouvrages et publications sur des thèmes aussi variés que la stratigraphie, la tectonique, la paléontologie, la pétrographie sédimentaire, l'hydrologie, la géotechnique. Ses travaux les plus importants concernent la Côte française des Somalis, la Montagne Noire, le Languedoc et les Pyrénées.

## Sources et références
- « Les grandes figures disparues de la spéléologie française », Spelunca (Spécial Centenaire de la Spéléologie), no 31,‎ juillet-septembre 1988, p. 46
- Delanghe, Damien, Médailles et distinctions honorifiques (document PDF), in : Les Cahiers du CDS no 12, mai 2001.
- Association des anciens responsables de la fédération française de spéléologie : In Memoriam.
- Chauve, P. (1975) : Bulletin de la Fédération des Sociétés d'histoire naturelle de Franche-Comté, tome 77, pages 21–23.